# Cardiandra alternifolia
Cardiandra alternifolia là một loài thực vật có hoa trong họ Tú cầu. Loài này được (Siebold) Siebold & Zucc. mô tả khoa học đầu tiên năm 1840.

## Hình ảnh

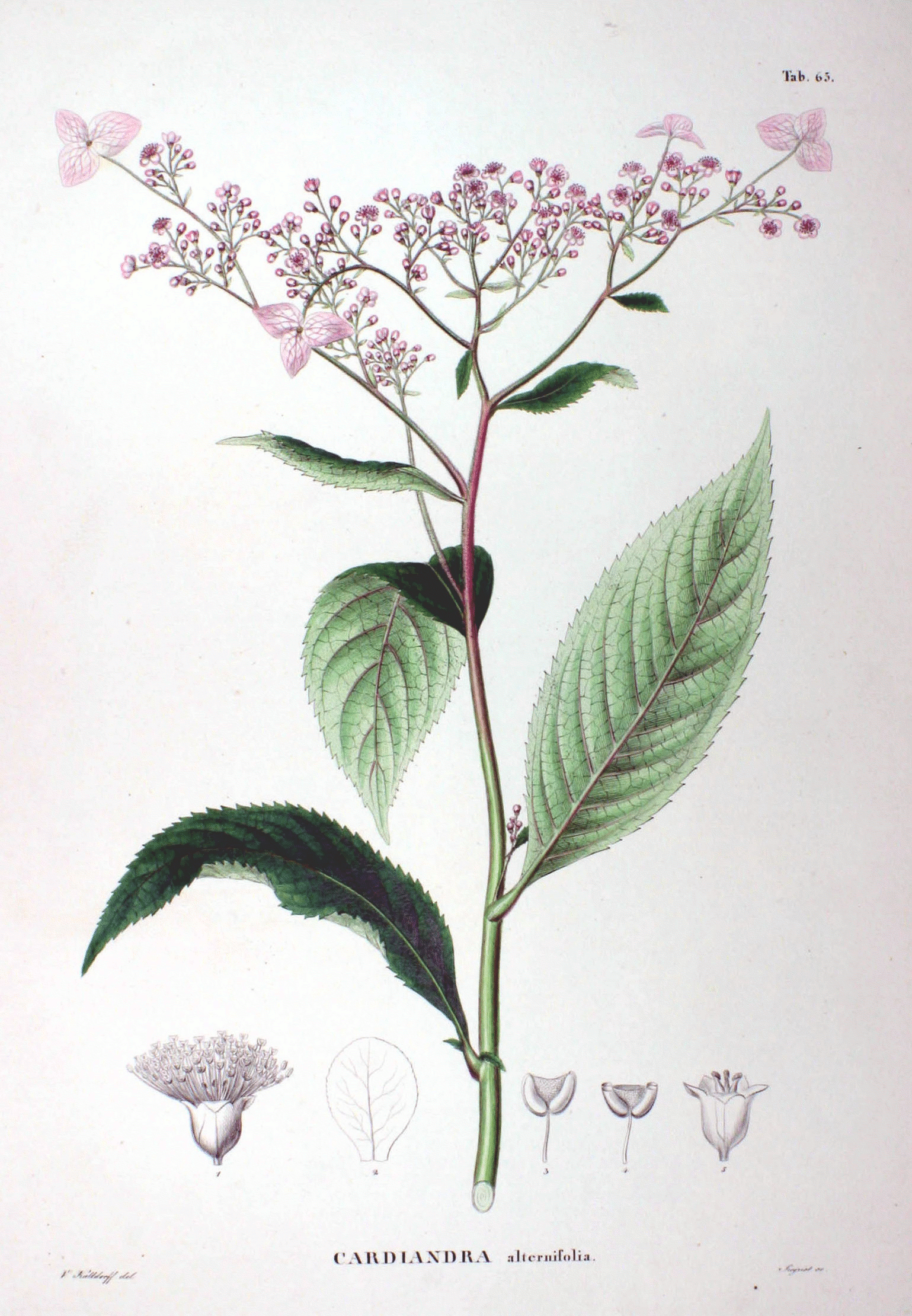
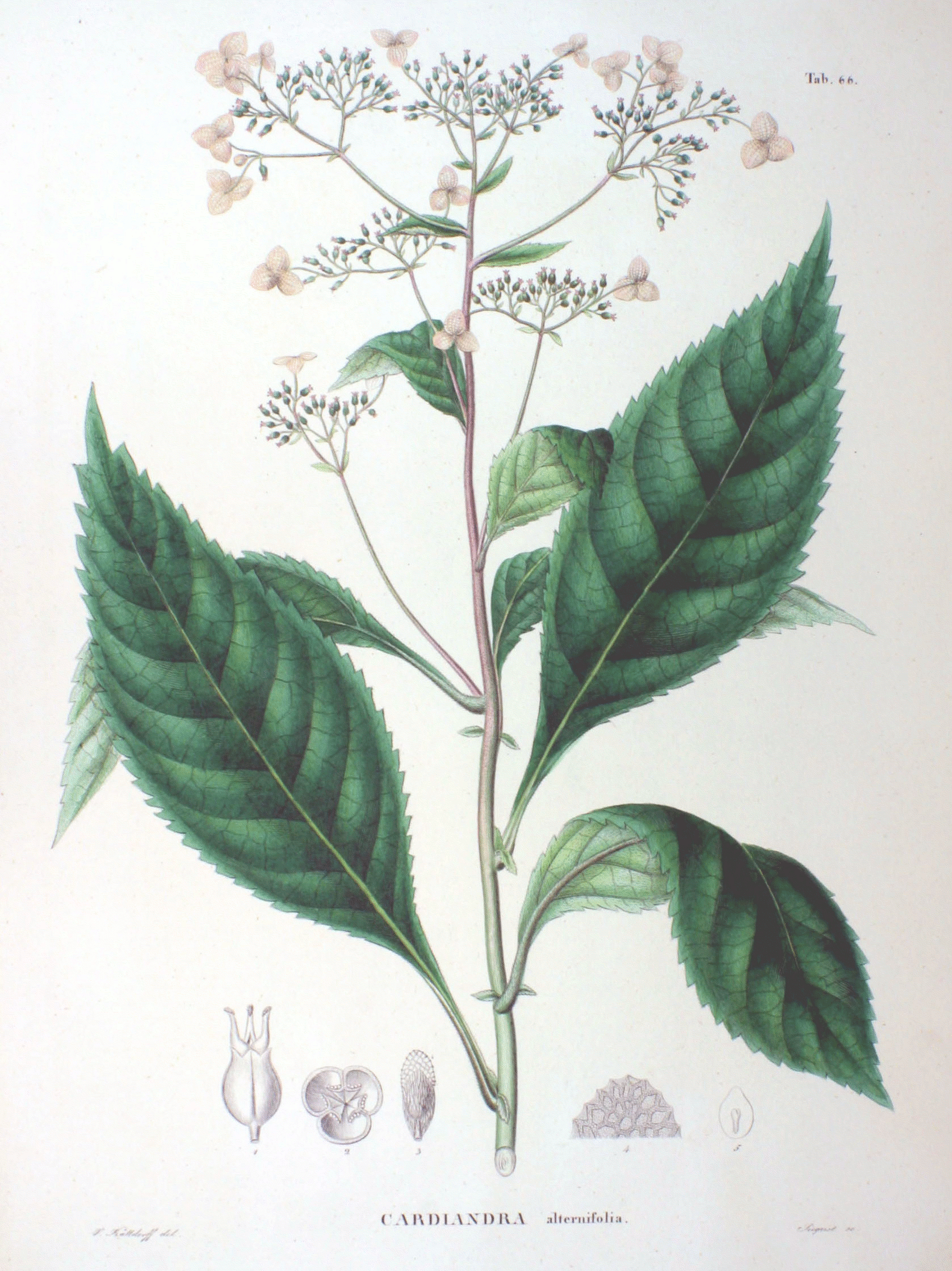